# El Sauce (Sullana)
El Sauce es un caserío peruano ubicado en el distrito de Lancones, perteneciente a la provincia de Sullana del departamento de Piura, al norte del Perú. 

## Ubicación
El Sauce se ubica al noreste de la provincia de Sullana, en el distrito de Lancones, en el departamento de Piura. Está conectado por la carretera Sullana-El Alamor y, a su vez, se encuentra cerca a la presa de Poechos. 

## Demografía
En 2017 El Sauce tenía una población de 190 habitantes.
| Gráfica de evolución demográfica de El Sauce entre 1993 y 2017 |
|                                                                |
| Fuentes: Población 1993 y 2017                                 |